# Sweet Freedom (single)
Sweet Freedom is een nummer van de Amerikaanse zanger-muzikant Michael McDonald. Het verscheen als nieuw nummer op zijn gelijknamige verzamelalbum uit 1986. Tevens staat het op de soundtrack van de film Running Scared. In juni dat jaar werd het numner eerst in de VS en Canada op single uitgebracht. In juli volgde Europa.

## Achtergrond
"Sweet Freedom" werd voornamelijk in Engels- en Nederlandstalige landen een hit. De plaat bereikte in McDonalds' thuisland de VS de  7e positie in Billboard Hot 100. In Canada werd de 14e positie bereikt en in het Verenigd Koninkrijk de 12e positie in de UK Singles Chart.
In Nederland was de plaat op naandag 7 juli 1986 de 331e AVRO's Radio en TV-Tip op Radio 3 en werd een hit in de destijds twee landelijke hitlijsten op de nationale publieke popzender. De plaat bereikte de 5e positie in de Nationale Hitparade en piekte op een 2e positie in de Nederlandse Top 40. In de Europese hitlijst op Radio 3, de TROS Europarade, werd de 24e positie bereikt.
In België bereikte de plaat de  8e positie in de voorloper van de Vlaamse Ultratop 50 en de 10e positie in de Vlaamse Radio 2 Top 30. In Wallonië werd géén noteting behaald.
Het Deense percussieduo Safri Duo bracht in 2002 een coverversie van het nummer uit, dat in verschillende Europese landen de hitlijsten bereikte.
In de sinds december 1999 jaarlijks uitgezonden NPO Radio 2 Top 2000 van de Nederlandse publieke radiozender NPO Radio 2 stond de plaat uitsluitend van 1999 t/m 2002 in de lijst genoteerd, met als hoogste notering een 1447e positie in 2001.

## NPO Radio 2 Top 2000
| Nummer met noteringen in de NPO Radio 2 Top 2000 | '99  | '00  | '01  | '02  |
| ------------------------------------------------ | ---- | ---- | ---- | ---- |
| Sweet Freedom                                    | 1458 | 1694 | 1447 | 1908 |

1. ↑  Een vetgedrukt getal geeft de hoogste notering aan.
2. ↑  Deze tabel is bijgewerkt tot en met de laatste editie (2024).